# Joseph P. Forgas
Joseph Paul Forgas (* 16. Mai 1947) ist ein australischer Wissenschaftler an der School of Psychology an der Universität von New South Wales in Sydney. Er forscht in Richtung Sozialverhalten, soziale Interaktionen, soziale Urteile und soziale Kognition.

## Forschungspreise
- Distinguished Scientific Contribution Award  der Australian Psychological Society (2004)
- Special Investigator Award der Australian Research Council

## Schriften als Herausgeber
- Handbook of affect and social cognition. Lawrence Erlbaum Associates, Mahwah NJ u. a. 2001, ISBN 0-8058-3217-3.
- mit Kipling D. Williams und William von Hippel: Social judgments. Implicit and explicit processes. Cambridge University Press, Cambridge u. a. 2003, ISBN 0-521-82248-3.
- mit Kipling D. Williams und Simon M. Laham: Social motivation. Conscious and unconscious processes. Cambridge University Press, Cambridge u. a. 2005, ISBN 0-521-83254-3.
- mit Kipling D. Williams und William von Hippel: The social outcast. Ostracism, social exclusion, rejection, and bullying. Psychology Press, New York NY u. a. 2005, ISBN 1-84169-424-X.
- Affect in social thinking and behavior. Psychology Press, New York NY u. a. 2006, ISBN 1-84169-454-1.
- mit Julie Fitness: Social relationships. Cognitive, affective and motivational processes. Psychology Press, New York NY u. a. 2008, ISBN 978-1-84169-715-4.
- mit Roy F. Baumeister und Dianne M. Tice: Psychology of self-regulation. Cognitive, affective, and motivational processes. Psychology Press, New York NY u. a. 2009, ISBN 978-1-84872-842-4.